# سیارک ۳۹۲۹
سیارک ۳۹۲۹ (به انگلیسی: 3929 Carmelmaria، نامگذاری:1981WG9) سه هزار و نهصد و بیست و نهمین سیارک کشف شده‌است که در ۱۶ نوامبر ۱۹۸۱ کشف شد.
قدر مطلق سیارک برابر ۱۳٫۶۰ است.